# کورنیلوو
کورنیلوو (به لاتین: Kornilovo) یک منطقهٔ مسکونی در روسیه است که در سرزمین آلتای واقع شده‌است.